# Сверчково (Сокольский район)
Сверчково — деревня в Сокольском районе Вологодской области.
Входит в состав Нестеровского сельского поселения, с точки зрения административно-территориального деления — в Нестеровский сельсовет.
Расстояние по автодороге до районного центра Сокола — 35 км, до центра муниципального образования Нестерова — 3 км. Ближайшие населённые пункты — Борщево, Копытово, Никулинское.
По переписи 2002 года население — 4 человека.